# Justyna z Padwy
Justyna z Padwy (zm. 7 października 304) – dziewica, męczennica chrześcijańska i święta Kościoła katolickiego, patronka Padwy.
Należała do najznakomitszych dziewic z Padwy, gdyż pochodziła z bardzo zamożnej rodziny. Jednak nie uchroniło jej to przed prześladowaniami, które wybuchły za czasów cesarza Dioklecjana. Została  uwięziona, a następnie skazana na śmierć przez ścięcie mieczem, a stało się to 7 października 304 roku. Na śmierć męczeńską została skazana przez Maksymiana Galeriusza, który sprawował wówczas najwyższą władzę sądowniczą w prowincji Włoch.

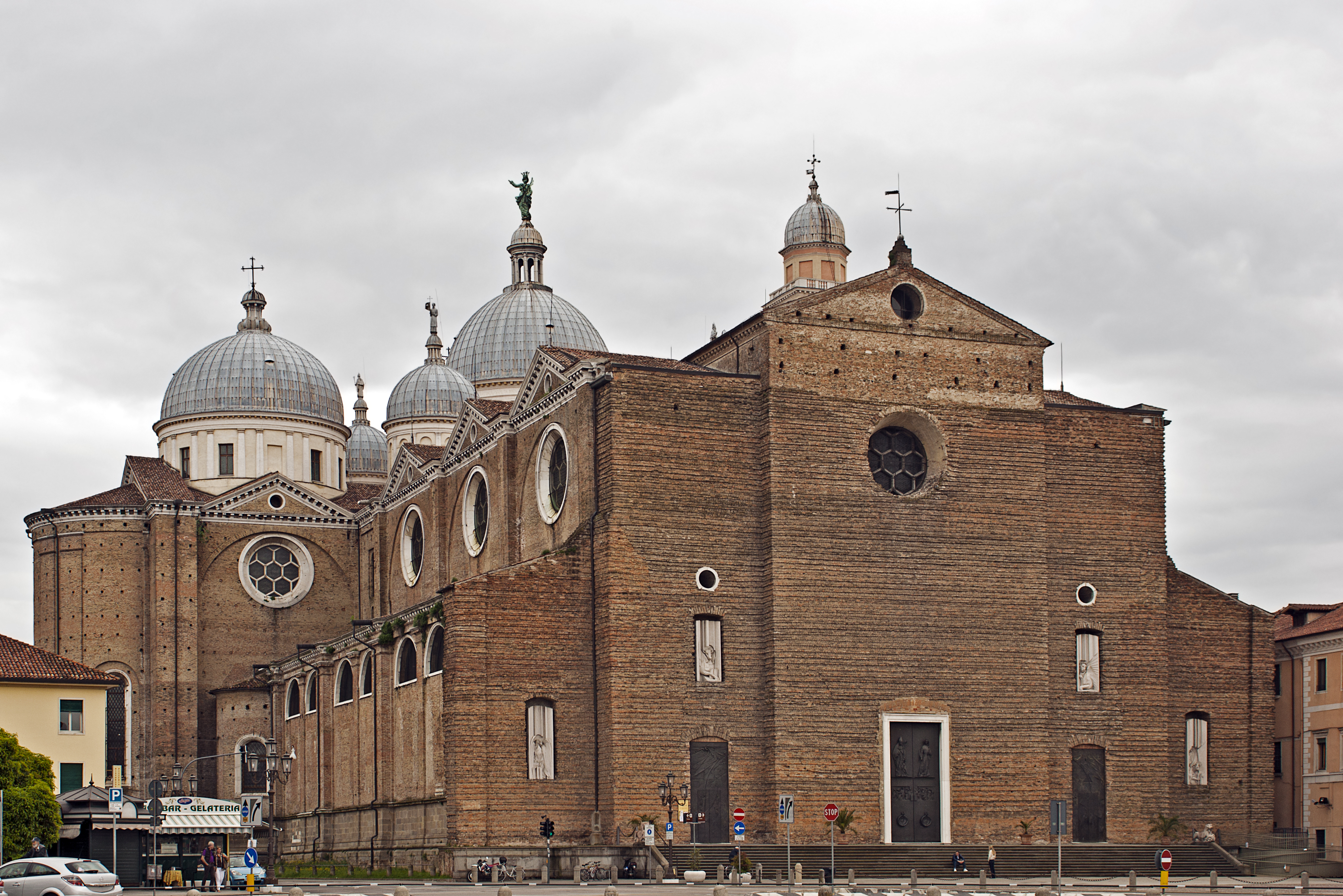
Bazylika św. Justyny w Padwie

Gdy ustały prześladowania chrześcijan po edykcie mediolańskim, wydanym przez cesarza Konstantyna I Wielkiego, rozszerzył się kult świętej dziewicy męczennicy, a w roku 314 wybudowano na jej grobie kaplicę. Na przełomie V/VI wieku prefekt miasta Padwy, Opilione, wybudował nad grobem Świętej bazylikę, a jej imię znalazło się w kanonie Mszy św. tamtejszego Kościoła.
W Kościele katolickim jej wspomnienie obchodzone jest 7 października.
W ikonografii św. Justyna przedstawiana jest jako młoda kobieta często w warkoczu. Jej atrybutem jest jednorożec oraz palma męczeństwa.